# Клисура (городская область София)
Клисура (болг. Клисура) — село в Болгарии. Находится в Городской области Софии, входит в общину Столична. Население составляет 87 человек.

## Политическая ситуация
Кмет (мэр) общины Столична — Бойко Методиев Борисов (Граждане за европейское развитие Болгарии (ГЕРБ)) по результатам выборов в правление общины.

## Галерея
- Клисурский Монастырь Святой Петки
- Фонтан-мемориал, посвященный Съезду БКП и красноармейцам-партизанам Болгарии